# Meer van Kournas

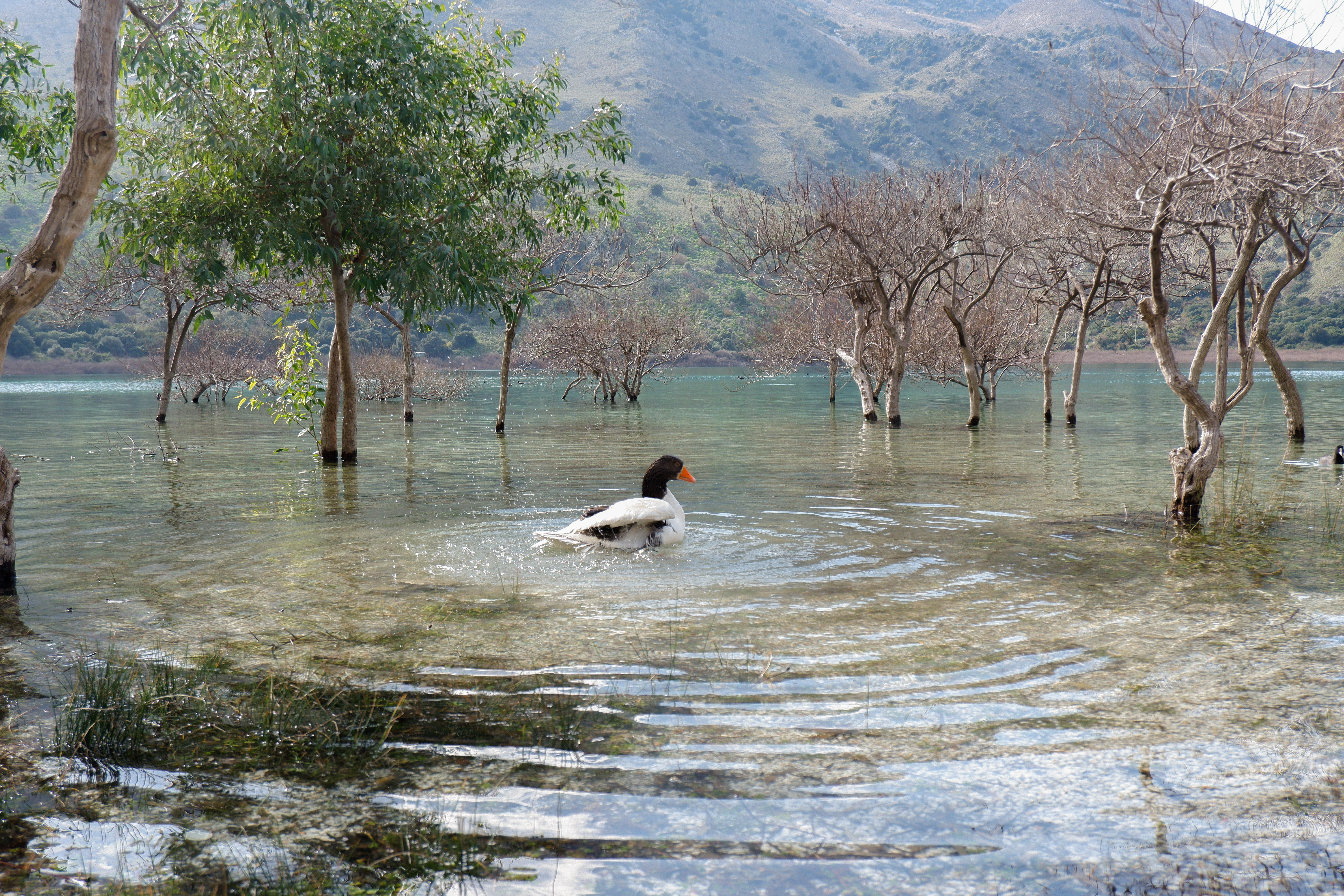

Het meer van Kournas (Grieks: λίμνη κουρνά) is het enige meer op het Griekse eiland Kreta. Het ligt ten zuidoosten van het dorp Georgioupoli en ten westen van de stad Rethimnon.
In het meer van Kournas komen aparte planten en dieren voor. In het water leven veel schildpadden, vissen en ringslangen. Rondom het meer leven veel vogels. Het meer leent zich uitstekend om in te zwemmen, snorkelen en waterfietsen.